# Eleição municipal de Santo André em 2020
A eleição municipal da cidade brasileira de Santo André ocorreu em 15 de novembro de 2020 para eleger um prefeito, um vice-prefeito e 21 vereadores que seriam responsáveis pela administração da cidade paulista. O prefeito titular foi Paulo Serra, do Partido da Social Democracia Brasileira (PSDB), que concorreu à reeleição. As movimentações pré-campanha ocorreram em um contexto de crise sanitária decorrente da Pandemia de COVID-19 no Brasil.
Com 76,88% dos votos válidos, Paulo Serra foi eleito prefeito da cidade em primeiro-turno, sendo essa a primeira vez desde 2000 que isso aconteceu.
Santo André é uma cidade paulista que possui 718.773 habitantes dentre os quais 568 760 são eleitores que neste dia votaram para definir os seus representantes.

## Contexto político e pandemia
As eleições municipais de 2020 estavam sendo marcadas, antes mesmo de iniciada a campanha oficial, pela pandemia de COVID-19 no Brasil, o que fez os partidos remodelarem suas estratégias de pré-campanha. O Tribunal Superior Eleitoral (TSE) autorizou os partidos a realizarem as convenções para escolha de candidatos aos escrutínios por meio de plataformas digitais de transmissão, para evitar aglomerações que possam proliferar o coronavírus. Alguns partidos recorreram a mídias digitais para lançar suas pré-candidaturas.
Além disso, essa foi a primeira eleição na qual foi posta em prática a Emenda Constitucional 97/2017, que proibiu coligações para eleições de casas legislativas.

## Candidatos
Nomes inseridos conforme atualização do sistema do Tribunal Superior Eleitoral.
| N° | Prefeito (a) | Prefeito (a)                                      | Prefeito (a)  | Prefeito (a) | Vice-prefeito (a) | Vice-prefeito (a) | Vice-prefeito (a)                               | Vice-prefeito (a) | Vice-prefeito (a) | Coligação Partido(s)                                                                              | Ref.   |
| N° | Candidato(a) | Candidato(a)                                      | Partido       | Cargos relevantes | Candidato(a)      | Candidato(a)      | Candidato(a)                                    | Partido           | Cargos relevantes | Coligação Partido(s)                                                                              | Ref.   |
| -- | ------------ | ------------------------------------------------- | ------------- | --- | ----------------- | ----------------- | ----------------------------------------------- | ----------------- | --- | ------------------------------------------------------------------------------------------------- | ------ |
| 13 |              | Prof.ª Bete Siraque Elisabete Tonobohn Siraque    | PT            | - Vereadora de Santo André (2013-2020) |                   |                   | Morgana Ribeiro Morgana Ribeiro da Silva        | PCdoB             | | Santo André Feliz De Novo (PT e PCdoB)                                                            | [ 5 ]  |
| 28 |              | Policial Federal Dennis Ferrão Denis Russo Ferrão | PRTB          | |                   |                   | Afonso Moreira Afonso Moreira da Silva          | PRTB              | | Partido Isolado                                                                                   | [ 6 ]  |
| 29 |              | Simone Cristina Souza                             | PCO           | |                   |                   | José Albino Rodrigues Andrade                   | PCO               | | Partido Isolado                                                                                   | [ 7 ]  |
| 36 |              | Alex Arrais Alex Sandro Arrais Adão               | PTC           | |                   |                   | Gilberto Carlos Naves                           | PTC               | | Partido Isolado                                                                                   | [ 8 ]  |
| 40 |              | Ailton Lima Ailton José de Lima                   | PSB           | |                   |                   | Dr. Léo Kahn Léo Juvenal Kahn da Silveira       | REP               | | Santo André Grande De Verdade (PSB, REP, DC e PSC)                                                | [ 9 ]  |
| 45 |              | Paulo Serra Paulo Henrique Pinto Serra            | PSDB          | - Vereador de Santo André (2005-2012) - Secretário de Mobilidade Urbana, Obra e Serviços Públicos de Santo André (2013-2015) - Prefeito de Santo André (2017-2020) |                   |                   | Luiz Zacarias Luiz Zacarias de Araújo Filho     | PTB               | - Vereador de Santo André (1992-2008) (2012-2016) - 32.° Presidente da Câmara Municipal (2005-2006) - Vice-prefeito de Santo André (2017-2020) | Futuro Seguro Para Nossa Santo André (PSDB, PTB, PSD, PV, DEM, Cidadania, Avante, MDB, PSL e PMB) | [ 10 ] |
| 50 |              | Bruno Daniel Bruno José Daniel Filho              | PSOL          | |                   |                   | Rosi Santos Rosimeire Dos Santos Delmiro        | PSOL              | | Outra Santo André É Possível (PSOL e REDE)                                                        | [ 11 ] |
| 51 |              | Sargento Lobo Ivanildo Pereira Lobo               | PATRI         | |                   |                   | Professor Roberto Roberto Francisco da Silva    | PATRI             | | Partido Isolado                                                                                   | [ 12 ] |
| 77 |              | João Avamileno                                    | Solidariedade | - Vereador de Santo André (1993-1996) - Vice-prefeito de Santo André (1997-2002) - Prefeito de Santo André (2002-2008)                                             |                   |                   | Melissa Manfrinato Melissa Manfrinato Avamileno | Solidariedade     | | Partido Isolado                                                                                   | [ 13 ] |

Karl Steinhauser (PMN) desistiu de concorrer à prefeitura alegando problemas de saúde.

## Pesquisas eleitorais
| Fonte               | Data(s) conduzidas | Amostragem | Serra PSDB      | Siraque PT | Daniel PSOL | Lima PSB | Lobo Patriota | Ferrão PRTB | Avamileno Solidariedade | Arrais PTC | Souza PCO | Abst. Indec. | Vantagem |       |       |   |   |        |
| ------------------- | ------------------ | ---------- | --------------- | ---------- | ----------- | -------- | ------------- | ----------- | ----------------------- | ---------- | --------- | ------------ | -------- | ----- | ----- | - | - | ------ |
| Fonte               | Data(s) conduzidas | Amostragem | Resultado final | 15 de nov  | –           | 76,88%   | 7,35%         | 7,21%       | 5,09%                   | 1,95%      | 1,02%     | Abst. Indec. | Vantagem | 0,28% | 0,16% | – | – | 69,53% |
| Pesquisa estimulada |                    |            |                 |            |             |          |               |             |                         |            |           |              |          |       |       |   |   |        |
| Ibope               | 1º–3 de nov        | 602        | 57%             | 6%         | 11%         | 2%       | 1%            | 1%          | 1%                      | 0%         | 0%        | 8%           | 46%      |       |       |   |   |        |
| Real Time Big Data  | 30 de set–3 de out | 800        | 50%             | 8%         | 10%         | 4%       | 3%            | –           | 2%                      | 0%         | –         | 8%           | 40%      |       |       |   |   |        |
| Pesquisa espontânea |                    |            |                 |            |             |          |               |             |                         |            |           |              |          |       |       |   |   |        |
| Real Time Big Data  | 30 de set–3 de out | 800        | 38%             | 1%         | 2%          | –        | –             | –           | –                       | –          | –         | 43%          | 36%      |       |       |   |   |        |

### Pré-candidaturas
| Fonte | Data(s) conduzidas | Amostragem | Serra PSDB | Daniel PSOL | Leite PT | Lima PSD | Cicote Avante | Lobo Solidariedade | Kahn Indep. | Bonome PRB | Indec. Abst. | Vantagem |    |    |    |     |     |
| ----- | ------------------ | ---------- | ---------- | ----------- | -------- | -------- | ------------- | ------------------ | ----------- | ---------- | ------------ | -------- | -- | -- | -- | --- | --- |
| Fonte | Data(s) conduzidas | Amostragem | ABC Dados  | 6–7 Jul     | 400      | 28%      | 17%           | 12%                | 4%          | 4%         | Indec. Abst. | Vantagem | 3% | 1% | 1% | 14% | 28% |

## Resultado

### Prefeito
| Candidato (a)                                            | Vice                                                     | 1.º turno 15 de novembro de 2020 | 1.º turno 15 de novembro de 2020 |
| Candidato (a)                                            | Vice                                                     | Votação                          | Votação                          |
| Candidato (a)                                            | Vice                                                     | Total                            | %                                |
| -------------------------------------------------------- | -------------------------------------------------------- | -------------------------------- | -------------------------------- |
| Paulo Serra (PSDB)                                       | Luiz Zacarias (PTB)                                      | 266.591                          | 76,88%                           |
| Prof.ª Bete Siraque (PT)                                 | Morgana Ribeiro (PCdoB)                                  | 25.493                           | 7,35%                            |
| Bruno Daniel (PSOL)                                      | Rosi Santos (PSOL)                                       | 25.018                           | 7,21%                            |
| Ailton Lima (PSB)                                        | Doutor Léo Kahn (REP)                                    | 17.636                           | 5,09%                            |
| Sargento Lobo (PATRI)                                    | Professor Roberto (PATRI)                                | 6.753                            | 1,95%                            |
| Policial Federal Dennis Ferrão (PRTB)                    | Afonso Moreira (PRTB)                                    | 3.529                            | 1,02%                            |
| João Avamileno (Solidariedade)                           | Doutora Melissa Manfrinato (Solidariedade)               | 961                              | 0,28%                            |
| Alex Arrais (PTC)                                        | Gilberto Carkis Naves (PTC)                              | 569                              | 0,16%                            |
| Simone Cristina Souza (PCO)                              | José Albino Rodrigues Andrade (PCO)                      | Candidatura indeferida           | Candidatura indeferida           |
| → Total de votos válidos                                 | → Total de votos válidos                                 | 346.776                          | 85.73%                           |
| → Votos em branco                                        | → Votos em branco                                        | 18.662                           | 4.61%                            |
| → Votos nulos                                            | → Votos nulos                                            | 39.067                           | 10,11%                           |
| Total                                                    | Total                                                    | 404.505                          | 71,00%                           |
| Abstenções                                               | Abstenções                                               | 164.255                          | 28,88%                           |
| Total de inscritos                                       | Total de inscritos                                       | 568 760                          | 100%                             |
| Relação da população municipal ao total de votos válidos | Relação da população municipal ao total de votos válidos | 718.773                          | ~48,07%                          |
| Relação da população municipal ao total de inscritos     | Relação da população municipal ao total de inscritos     | 718.773                          | ~78,84%                          |

## Câmara de Vereadores
Para o quadriênio 2021-2024, foram eleitos 21 vereadores.
| Vereadores eleitos em Santo André - 2020 | Vereadores eleitos em Santo André - 2020 | Vereadores eleitos em Santo André - 2020 | Vereadores eleitos em Santo André - 2020 |
| Candidato (a)                            | Partido                                  | Votação                                  | Votação                                  |
| Candidato (a)                            | Partido                                  | Votos                                    | %                                        |
| ---------------------------------------- | ---------------------------------------- | ---------------------------------------- | ---------------------------------------- |
| Pedrinho Botaro                          | PSDB                                     | 5.713                                    | 1,70%                                    |
| Jobert Alexandrino                       | PSDB                                     | 5.567                                    | 1,66%                                    |
| Bahia do Lava Rápido                     | PSDB                                     | 4.972                                    | 1,48%                                    |
| Dra. Ana Veternária                      | DEM                                      | 4.908                                    | 1,46%                                    |
| Almir Roberto Cicote                     | Avante                                   | 4.886                                    | 1,45%                                    |
| Rodolfo Silva Donetti                    | Cidadania                                | 4.746                                    | 1,41%                                    |
| Lucas Zacarias                           | PTB                                      | 4.556                                    | 1,36%                                    |
| Marcelo Chehade                          | PSDB                                     | 4.273                                    | 1,27%                                    |
| Edson Sardano                            | PSD                                      | 3.880                                    | 1,15%                                    |
| Jorge Kiomassa Kina                      | PSDB                                     | 3.523                                    | 1,05%                                    |
| Eduardo Leite                            | PT                                       | 3.369                                    | 1,00%                                    |
| Ricardo Alvarez                          | PSOL                                     | 3.368                                    | 1,00%                                    |
| Evilasio Santana Santos (Bahia)          | PSDB                                     | 3.011                                    | 0,90%                                    |
| Ricardo Alves dos Santos                 | DEM                                      | 2.639                                    | 0,79%                                    |
| Samuel Dias                              | PDT                                      | 2.635                                    | 0,78%                                    |
| Wagner Lima                              | PT                                       | 2.631                                    | 0,78%                                    |
| Valter Luiz da Silva                     | PSD                                      | 2.348                                    | 0,70%                                    |
| Carlos Ferreira                          | PSB                                      | 2.132                                    | 0,63%                                    |
| Edilson Santos                           | PV                                       | 2.130                                    | 0,63%                                    |
| Toninho Caiçara                          | PSB                                      | 1.903                                    | 0,57%                                    |
| Pedro Awada                              | PATRI                                    | 1.881                                    | 0,56%                                    |

| Legenda | Legenda      |
| ------- | ------------ |
|         | Reeleito (a) |